# كأس الأمم الإفريقية 2017
كانت كأس الأمم الإفريقية لكرة القدم 2017 النسخة 31 من بطولة كأس الأمم الإفريقية لكرة القدم، وهي البطولة الرئيسية لمنتخبات الاتحاد الإفريقي لكرة القدم (كاف). كان من المقرر أن تجري هذه النسخة في ليبيا لكن تم سحب حق تنظيم البطولة منها بسبب الأوضاع الأمنية في البلاد. فازت الغابون بشرف تنظيم الدورة يوم 8 أبريل 2015 في القاهرة.
بطل هذه النسخة منتخب الكاميرون لكرة القدم تأهل مباشرة إلى كأس القارات 2017 في روسيا. وهذا الحدث هو أيضًا جزء من الذكرى السنوية الستين لكأس الأمم الإفريقية.

## التنظيم

### بلدان مرشحة لتنظيم أولي
| الترشحات                    | الترشحات  |
| البلدان                     | آخر تنظيم |
| --------------------------- | --------- |
| بوتسوانا                    | -         |
| الكاميرون                   | 1972      |
| جمهورية الكونغو الديمقراطية | -         |
| غينيا                       | -         |
| المغرب                      | 1988      |
| جنوب إفريقيا                | 2013      |
| زامبيا                      | -         |
| زيمبابوي                    | -         |

### بلدان مرشحة لتنظيم جديد
| بلدان    | آخر تنظيم | مرشح | مقبولة من قبل الكاف |
| -------- | --------- | ---- | ------------------- |
| الجزائر  | 1990      | نعم  | نعم                 |
| مصر      | 2006      | نعم  | نعم                 |
| الغابون  | 2012      | نعم  | نعم                 |
| غانا     | 2008      | نعم  | نعم                 |
| كينيا    | -         | نعم  | لا                  |
| السودان  | 1970      | نعم  | لا                  |
| زيمبابوي | -         | نعم  | لا                  |

## التصفيات
تم تقسيم المنتخبات إلى أربع مستويات بحيث ستكون هناك 13 مجموعة سيتأهل متصدر كل مجموعة بالإضافة إلى أفضل منتخبين يحتلان المركز الثاني.

### المنتخبات المتأهلة

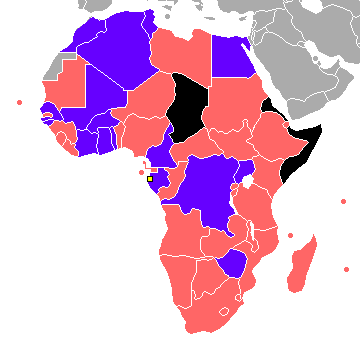
متأهل
فشل في التأهل
انسحب أو لم يدخل التصفيات
غير عضو في الكاف

| المنتخب                     | التأهل          | تاريخ التأهل  | المشاركة رقم | آخر ظهور | أفضل إنجاز                                       |
| --------------------------- | --------------- | ------------- | ------------ | -------- | ------------------------------------------------ |
| الغابون                     | مستضيف البطولة  | 8 أبريل 2015  | 7            | 2015     | ربع النهائي (1996، 2012)                         |
| المغرب                      | بطل المجموعة و  | 29 مارس 2016  | 16           | 2013     | البطل (1976)                                     |
| الجزائر                     | بطل المجموعة ي  | 2 يونيو 2016  | 17           | 2015     | البطل (1990)                                     |
| الكاميرون                   | بطل المجموعة م  | 3 يونيو 2016  | 18           | 2015     | البطل (1984، 1988، 2000 ،2002)                   |
| السنغال                     | بطل المجموعة ك  | 4 يونيو 2016  | 14           | 2015     | الوصيف (2002)                                    |
| مصر                         | بطل المجموعة ز  | 4 يونيو 2016  | 23           | 2010     | البطل (1957، 1959، 1986، 1998، 2006، 2008، 2010) |
| غانا                        | بطل المجموعة ح  | 5 يونيو 2016  | 21           | 2010     | البطل (1963، 1965، 1978، 1982)                   |
| غينيا بيساو                 | بطل المجموعة ه  | 5 يونيو 2016  | 1            | —        | —                                                |
| زيمبابوي                    | بطل المجموعة ل  | 5 يونيو 2016  | 3            | 2006     | دور المجموعات (2004، 2006)                       |
| مالي                        | بطل المجموعة ج  | 5 يونيو 2016  | 10           | 2015     | الوصيف (1972)                                    |
| ساحل العاج                  | بطل المجموعة ط  | 3 سبتمبر 2016 | 22           | 2015     | البطل (1992، 2015)                               |
| أوغندا                      | وصيف المجموعة د | 4 سبتمبر 2016 | 6            | 1978     | الوصيف (1978)                                    |
| بوركينا فاسو                | بطل المجموعة د  | 4 سبتمبر 2016 | 11           | 2015     | الوصيف (2013)                                    |
| تونس                        | بطل المجموعة أ  | 4 سبتمبر 2016 | 18           | 2015     | البطل (2004)                                     |
| جمهورية الكونغو الديمقراطية | بطل المجموعة ب  | 4 سبتمبر 2016 | 18           | 2015     | البطل (1968، 1974)                               |
| توغو                        | وصيف المجموعة أ | 4 سبتمبر 2016 | 8            | 2013     | ربع النهائي (2013)                               |

## الأماكن
تم تحديد أماكن البطولة في أكتوبر 2016.

| ليبرفيل (المجموعة أ)                        | فرانسفيل (المجموعة ب)                         | ليبرفيلفرانسفيلبورت جنتيلأوييم | أوييم (المجموعة ج)                        | بورت جنتيل (المجموعة د)                     |
| ملعب دانغونج                                | ملعب فرانسفيل                                 | ليبرفيلفرانسفيلبورت جنتيلأوييم | ملعب أوييم                                | ملعب بورت جنتيل                             |
| السعة: 40,000                               | السعة: 22,000                                 | ليبرفيلفرانسفيلبورت جنتيلأوييم | السعة: 20,000                             | السعة: 20,000                               |
| 0°31′27″N 9°23′52″E / 0.524167°N 9.397778°E | 1°38′19″S 13°34′28″E / 1.638611°S 13.574444°E | ليبرفيلفرانسفيلبورت جنتيلأوييم | 1°42′24″N 11°38′42″E / 1.7066°N 11.6451°E | 0°43′00″S 8°47′00″E / 0.716667°S 8.783333°E |

## القوائم
يشكل كل منتخب قائمة من 23 لاعب يشارك في مباريات البطولة.

## القرعة
أقيمت قرعة مجموعة كأس الأمم الإفريقية في 19 أكتوبر 2016 بمدينة ليبرفيل في الغابون حسب التقسيم التالي:
| الوعاء 1 | الوعاء 2                                                                                                 | الوعاء 3                                                                       | الوعاء 4                                                                          |
| --- | --- | ------------------------------------------------------------------------------ | --------------------------------------------------------------------------------- |
| الغابون (البلد المنظم يوضع مباشرة في المجموعة الأولى) · ساحل العاج (حامل اللقب يوضع مباشرة في المجموعة الثالثة) · غانا (56.5 نقطة) · الجزائر (43.5 نقطة) | تونس (34.5 نقطة) · مالي (33.5 نقطة) · بوركينا فاسو (33.5 نقطة) · جمهورية الكونغو الديمقراطية (29.5 نقطة) | الكاميرون (29 نقطة) · السنغال (24 نقطة) · المغرب (18.5 نقطة) · مصر (15.5 نقطة) | توغو (15.5 نقطة) · أوغندا (12 نقطة) · زيمبابوي (10 نقطة) · غينيا بيساو (8.5 نقطة) |

## مرحلة المجموعات
- متصدر ووصيف كل مجموعة يتأهلان إلى مرحلة خروج المغلوب.
- جميع مواعيد المباريات حسب توقيت غرب أفريقيا (ت ع م+01:00).[16]

### معايير كسر التعادل
1. يتم ترتيب الفرق وفقا للنقاط (3 نقاط للفوز، 1 نقطة للتعادل، 0 نقطة لخسارة). وإذا تعادل فريقان في عدد النقاط، يتم تطبيق معايير كسر التعادل في ما يلي بالترتيب (اللائحة المادة 74)
2. عدد من النقاط التي تم الحصول عليها في المباريات بين الفرق المتعادلة؛
3. فارق الأهداف في المبارة بين الفرق المتعادلة؛
4. الأهداف المسجلة في المبارة بين الفرق المتعادلة؛
5. بعد تطبيق المعايير 1-3 للفرق المعادلة ولا يزال هناك فرقتين أو ثلاثة فرق لا يزالوا لديهم نفس الترتيب على، يتم أعادة المعايير على الفرق في المواجهات المباشرة إذا ظل الحال على ما هو عليه تطبق المعايير من 5-7
6. فارق الأهداف في كل المباريات بين الفرق المتعادلة؛
7. الأهداف المسجلة في المباريات بين الفرق المتعادلة؛
8. سحب القرعة.

### المجموعة أ
| م | الفريق       | لعب | ف | ت | خ | أ.له | أ.ع | أ.ف | نقاط | التأهل                       |
| - | ------------ | --- | - | - | - | ---- | --- | --- | ---- | ---------------------------- |
| 1 | بوركينا فاسو | 3   | 1 | 2 | 0 | 4    | 2   | +2  | 5    | يتقدم إلى مرحلة خروج المغلوب |
| 2 | الكاميرون    | 3   | 1 | 2 | 0 | 3    | 2   | +1  | 5    | يتقدم إلى مرحلة خروج المغلوب |
| 3 | الغابون (H)  | 3   | 0 | 3 | 0 | 2    | 2   | 0   | 3    |                              |
| 4 | غينيا بيساو  | 3   | 0 | 1 | 2 | 2    | 5   | −3  | 1    |                              |

| الغابون       | 1–1   | غينيا بيساو     |
| ------------- | ----- | --------------- |
| أوباميانغ 52' | تقرير | ج. سواريس 90+1' |

| بوركينا فاسو | 1–1   | الكاميرون    |
| ------------ | ----- | ------------ |
| دايو 75'     | تقرير | موكاندجو 35' |

| الغابون               | 1–1   | بوركينا فاسو |
| --------------------- | ----- | ------------ |
| أوباميانغ 38' (ركلة.) | تقرير | ناكولما 23'  |

| الكاميرون                     | 2–1   | غينيا بيساو |
| ----------------------------- | ----- | ----------- |
| سياني 61' · نغادو نغادجوي 78' | تقرير | بيكيتي 13'  |

| الكاميرون | 0–0   | الغابون |
| --------- | ----- | ------- |
|           | تقرير |         |

| غينيا بيساو | 0–2   | بوركينا فاسو                          |
| ----------- | ----- | ------------------------------------- |
|             | تقرير | رودينيلسون 11' (ه.ذ.) · ب. تراوري 57' |

### المجموعة ب
| م | الفريق   | لعب | ف | ت | خ | أ.له | أ.ع | أ.ف | نقاط | التأهل                       |
| - | -------- | --- | - | - | - | ---- | --- | --- | ---- | ---------------------------- |
| 1 | السنغال  | 3   | 2 | 1 | 0 | 6    | 2   | +4  | 7    | يتقدم إلى مرحلة خروج المغلوب |
| 2 | تونس     | 3   | 2 | 0 | 1 | 6    | 5   | +1  | 6    | يتقدم إلى مرحلة خروج المغلوب |
| 3 | الجزائر  | 3   | 0 | 2 | 1 | 5    | 6   | −1  | 2    |                              |
| 4 | زيمبابوي | 3   | 0 | 1 | 2 | 4    | 8   | −4  | 1    |                              |

| الجزائر       | 2–2   | زيمبابوي                            |
| ------------- | ----- | ----------------------------------- |
| محرز 12'، 82' | تقرير | - ماهاتشي 17' - موشيكوي 29' (ركلة.) |

| تونس | 0–2   | السنغال                         |
| ---- | ----- | ------------------------------- |
|      | تقرير | - ماني 10' (ركلة.) - مبودجي 30' |

| الجزائر    | 1–2   | تونس                                       |
| ---------- | ----- | ------------------------------------------ |
| هاني 90+2' | تقرير | - ماندي 50' (ضد مرماه) - سليتي 66' (ركلة.) |

| السنغال                | 2–0   | زيمبابوي |
| ---------------------- | ----- | -------- |
| - ماني 9' - سايفيت 13' | تقرير |          |

| السنغال             | 2–2   | الجزائر          |
| ------------------- | ----- | ---------------- |
| - ديوب 43' - سو 53' | تقرير | سليماني 10'، 52' |

| زيمبابوي                 | 2–4   | تونس                                                       |
| ------------------------ | ----- | ---------------------------------------------------------- |
| - موسونا 42' - ندورو 58' | تقرير | - سليتي 9' - المساكني 22' - الخنيسي 36' - خزري 45' (ركلة.) |

### المجموعة ج
| م | الفريق                      | لعب | ف | ت | خ | أ.له | أ.ع | أ.ف | نقاط | التأهل                       |
| - | --------------------------- | --- | - | - | - | ---- | --- | --- | ---- | ---------------------------- |
| 1 | جمهورية الكونغو الديمقراطية | 3   | 2 | 1 | 0 | 6    | 3   | +3  | 7    | يتقدم إلى مرحلة خروج المغلوب |
| 2 | المغرب                      | 3   | 2 | 0 | 1 | 4    | 2   | +2  | 6    | يتقدم إلى مرحلة خروج المغلوب |
| 3 | ساحل العاج                  | 3   | 0 | 2 | 1 | 2    | 3   | −1  | 2    |                              |
| 4 | توغو                        | 3   | 0 | 1 | 2 | 2    | 6   | −4  | 1    |                              |

| ساحل العاج | 0–0   | توغو |
| ---------- | ----- | ---- |
|            | تقرير |      |

| جمهورية الكونغو الديمقراطية | 1–0   | المغرب |
| --------------------------- | ----- | ------ |
| كابانانغا 55'               | تقرير |        |

| ساحل العاج        | 2–2   | جمهورية الكونغو الديمقراطية |
| ----------------- | ----- | --------------------------- |
| بوني 26' · دي 67' | تقرير | كيبانو 9' · كابانانغا 28'   |

| المغرب                                | 3–1   | توغو      |
| ------------------------------------- | ----- | --------- |
| - بوحدوز 14' - سايس 21' - النصيري 72' | تقرير | دوسيفي 5' |

| المغرب    | 1–0   | ساحل العاج |
| --------- | ----- | ---------- |
| عليوي 64' | تقرير |            |

| توغو     | 1–3   | جمهورية الكونغو الديمقراطية            |
| -------- | ----- | -------------------------------------- |
| لابا 69' | تقرير | كابانانغا 29' · موبيلي 54' · مبوكو 80' |

### المجموعة د
| م | الفريق | لعب | ف | ت | خ | أ.له | أ.ع | أ.ف | نقاط | التأهل                       |
| - | ------ | --- | - | - | - | ---- | --- | --- | ---- | ---------------------------- |
| 1 | مصر    | 3   | 2 | 1 | 0 | 2    | 0   | +2  | 7    | يتقدم إلى مرحلة خروج المغلوب |
| 2 | غانا   | 3   | 2 | 0 | 1 | 2    | 1   | +1  | 6    | يتقدم إلى مرحلة خروج المغلوب |
| 3 | مالي   | 3   | 0 | 2 | 1 | 1    | 2   | −1  | 2    |                              |
| 4 | أوغندا | 3   | 0 | 1 | 2 | 1    | 3   | −2  | 1    |                              |

| غانا               | 1–0   | أوغندا |
| ------------------ | ----- | ------ |
| أ. آيو 32' (ركلة.) | تقرير |        |

| مالي | 0–0   | مصر |
| ---- | ----- | --- |
|      | تقرير |     |

| غانا     | 1–0   | مالي |
| -------- | ----- | ---- |
| جيان 21' | تقرير |      |

| مصر        | 1–0   | أوغندا |
| ---------- | ----- | ------ |
| السعيد 89' | تقرير |        |

| مصر      | 1–0   | غانا |
| -------- | ----- | ---- |
| صلاح 11' | تقرير |      |

| أوغندا  | 1–1   | مالي       |
| ------- | ----- | ---------- |
| ميا 70' | تقرير | بيسوما 73' |

## مرحلة خروج المغلوب

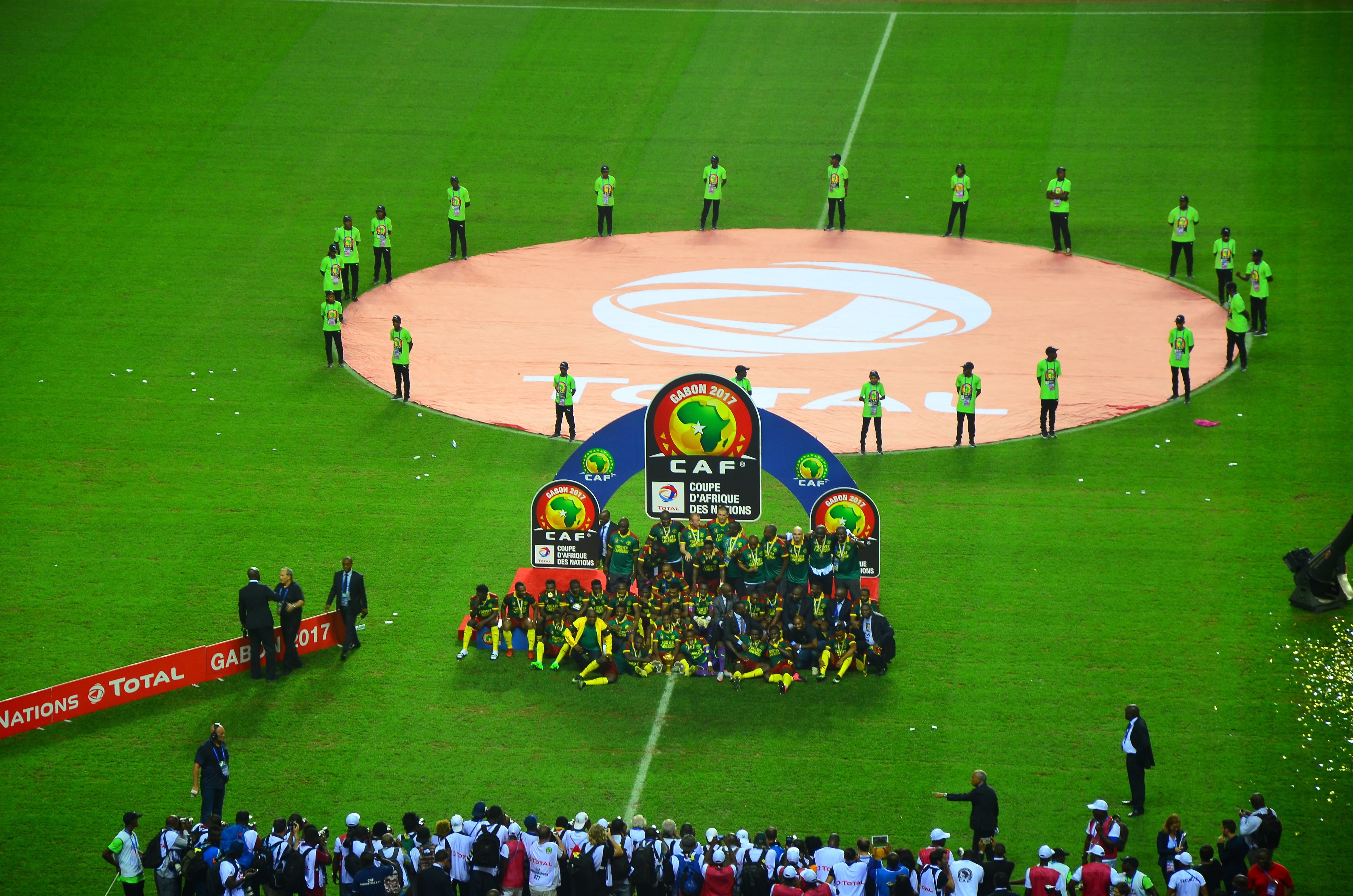
تجسّد هذه الصورة لحظة التتويج في كأس الأمم الإفريقية 2017، حيث يحتفل منتخب الكاميرون بالفوز بالبطولة بعد تجاوز مرحلة خروج المغلوب بنجاح. تعكس الصورة ذروة المنافسة في هذه المرحلة الحاسمة، حيث تمكن الفريق من التغلب على خصومه والتأهل للنهائي، ليحقق الانتصار ويظفر بالكأس الغالية.

### القوس
|  | ربع النهائي                 | ربع النهائي         |                    |       | نصف النهائي   | نصف النهائي   |  |  | النهائي               | النهائي |
|  |                             |                     |                    |       |               |               |  |  |                       |         |
|  | 28 يناير – ليبرفيل          |                     |                    |       |               |               |  |  |                       |         |
|  |                             |                     |                    |       |               |               |  |  |                       |         |
|  | بوركينا فاسو                | 2                   |                    |       |               |               |  |  |                       |         |
|  | بوركينا فاسو                | 2                   | 1 فبراير – ليبرفيل |       |               |               |  |  |                       |         |
|  | تونس                        | 0                   |                    |       |               |               |  |  |                       |         |
|  | تونس                        | 0                   | بوركينا فاسو       | 1 (3) |               |               |  |  |                       |         |
|  | 29 يناير – بورت جنتيل       |                     | بوركينا فاسو       | 1 (3) |               |               |  |  |                       |         |
|  |                             | مصر (ج.)            | 1 (4)              |       |               |               |  |  |                       |         |
|  | مصر                         | مصر (ج.)            | 1 (4)              | 1     |               |               |  |  |                       |         |
|  | مصر                         |                     | 5 فبراير – ليبرفيل | 1     |               |               |  |  |                       |         |
|  | المغرب                      | 0                   |                    |       |               |               |  |  |                       |         |
|  | المغرب                      | 0                   | مصر                | 1     |               |               |  |  |                       |         |
|  | 28 يناير – فرانسفيل         |                     | مصر                | 1     |               |               |  |  |                       |         |
|  |                             | الكاميرون           | 2                  |       |               |               |  |  |                       |         |
|  | السنغال                     | الكاميرون           | 2                  | 0 (4) |               |               |  |  |                       |         |
|  | السنغال                     | 2 فبراير – فرانسفيل |                    | 0 (4) |               |               |  |  |                       |         |
|  | الكاميرون (ج.)              | 0 (5)               |                    |       |               |               |  |  |                       |         |
|  | الكاميرون (ج.)              | 0 (5)               | الكاميرون          | 2     | المركز الثالث | المركز الثالث |  |  |                       |         |
|  | 29 يناير – أوييم            |                     | الكاميرون          | 2     | المركز الثالث | المركز الثالث |  |  |                       |         |
|  |                             | غانا                | 0                  |       |               |               |  |  |                       |         |
|  | جمهورية الكونغو الديمقراطية | غانا                | 0                  | 1     | بوركينا فاسو  | 1             |  |  |                       |         |
|  | جمهورية الكونغو الديمقراطية |                     |                    | 1     | بوركينا فاسو  | 1             |  |  |                       |         |
|  | غانا                        | 2                   |                    | غانا  | 0             |               |  |  |                       |         |
|  | غانا                        | 2                   |                    |       | 0             |               |  |  |                       |         |
|  |                             |                     |                    |       |               |               |  |  | 4 فبراير – بورت جنتيل |         |
|  |                             |                     |                    |       |               |               |  |  |                       |         |

### ربع النهائي
| بوركينا فاسو            | 2–0   | تونس |
| ----------------------- | ----- | ---- |
| بانسي 81' · ناكولما 84' | تقرير |      |

| السنغال                                | 0–0 (ب.و.إ.) | الكاميرون                               |
| -------------------------------------- | ------------ | --------------------------------------- |
|                                        | تقرير        |                                         |
| ركلات الترجيح                          |              |                                         |
| كوليبالي · مبودجي · سو · سايفيت · ماني | 4–5          | موكاندجو · أيونغو · تيكو · زوا · أبوبكر |

| جمهورية الكونغو الديمقراطية | 1–2   | غانا                            |
| --------------------------- | ----- | ------------------------------- |
| مبوكو 68'                   | تقرير | ج. آيو 63' · أ. آيو 78' (ركلة.) |

| مصر       | 1–0   | المغرب |
| --------- | ----- | ------ |
| كهربا 87' | تقرير |        |

### نصف النهائي
| بوركينا فاسو                                  | 1–1 (ب.و.إ.) | مصر                                 |
| --------------------------------------------- | ------------ | ----------------------------------- |
| بانسي 73'                                     | تقرير        | صلاح 66'                            |
| ركلات الترجيح                                 |              |                                     |
| أ. تراوري · دياوارا · ياغو · كوفي · ب. تراوري | 3–4          | السعيد · صبحي · حجازي · صلاح · وردة |

| الكاميرون                         | 2–0   | غانا |
| --------------------------------- | ----- | ---- |
| نغادو نغادجوي 72' · باسوغوغ 90+3' | تقرير |      |

### مباراة المركز الثالث
| بوركينا فاسو  | 1–0   | غانا |
| ------------- | ----- | ---- |
| أ. تراوري 89' | تقرير |      |

### النهائي
| مصر       | 1–2   | الكاميرون              |
| --------- | ----- | ---------------------- |
| النني 22' | تقرير | نكولو 59' · أبوبكر 88' |

## البطل
| فائز كأس الأمم الأفريقية لكرة القدم 2017 |
| ---------------------------------------- |
| · الكاميرون · للمرة الخامسة              |

## الإحصائيات

### مسجلوا الأهداف
3 أهداف
- جونيور كابانانغا

هدفين
- أريستيد بانسي
- بريجوس ناكولما
- نعيم سليتي
- إسلام سليماني
- رياض محرز
- ساديو ماني
- بيير إيميريك أوباميانغ
- أندريه آيو
- مايكل نغادو نغادجوي
- بول-جوزيه مبوكو
- محمد صلاح

هدف واحد
- فاروق ميا
- إيسوفو دايو
- بيرتراند تراوري
- ألان تراوري
- ماثيو دوسيفي
- كودجو فو-دوه لابا
- وهبي خزري
- طه ياسين الخنيسي
- سفيان هاني
- كوداكواشي ماهاتشي
- نياشا موشيكوي
- ناوليدج موسونا
- تينداي ندورو
- ويلفريد بوني
- سيري دي
- هنري سايفيت
- كارا مبودجي
- باباكولي ديوب
- موسى سو
- جوردان آيو
- أسامواه جيان
- جواري سواريس
- بيكيتي
- فينسنت أبوبكر
- نيكولاس نكولو
- بنجامين موكاندجو
- سيباستيان سياني
- كريستيان باسوغوغ
- فيرمين ندومبي موبيلي
- نيسكينز كيبانو
- إيف بيسوما
- عبد الله السعيد
- محمد النني
- محمود كهربا
- رشيد عليوي
- عزيز بوهدوز
- يوسف النصيري
- غانم سايس

هدف ذاتي
- عيسى ماندي (لعب ضد تونس)
- رودينيلسون سيلفا (لعب ضد بوركينا فاسو)

### ترتيب فرق البطولة

نتائج المنتخبات المشاركة في البطولة:
البطل
الوصيف
المركز الثالث
المركز الرابع
ربع النهائي
مرحلة المجموعات

وفقا لاتفاقية الإحصائيات في كرة القدم، المباريات التي تنتهي في الوقت الإضافي تحسب ضمن الانتصارات والهزائم، في حين تحسب المباريات التي تنتهي بركلات الترجيح على أنها تعادلات.
| المركز | الفريق                      | لعب | فوز | تعادل | هزيمة | له | عليه | فارق الأهداف | نقاط | المرحلة       |
| ------ | --------------------------- | --- | --- | ----- | ----- | -- | ---- | ------------ | ---- | ------------- |
| 1      | الكاميرون                   | 6   | 3   | 3     | 0     | 7  | 3    | 4            | 12   | البطل         |
| 2      | مصر                         | 6   | 3   | 2     | 1     | 5  | 3    | 2            | 11   | الوصيف        |
| 3      | بوركينا فاسو                | 6   | 3   | 3     | 0     | 8  | 3    | 5            | 12   | المركز الثالث |
| 4      | غانا                        | 6   | 3   | 0     | 3     | 4  | 5    | -1           | 9    | المركز الرابع |
|        |                             |     |     |       |       |    |      |              |      |               |
| 5      | السنغال                     | 4   | 2   | 2     | 0     | 6  | 2    | 4            | 8    | دور الثمانية  |
| 6      | جمهورية الكونغو الديمقراطية | 4   | 2   | 1     | 1     | 7  | 5    | 2            | 7    | دور الثمانية  |
| 7      | المغرب                      | 4   | 2   | 0     | 2     | 4  | 3    | 1            | 6    | دور الثمانية  |
| 8      | تونس                        | 4   | 2   | 0     | 2     | 6  | 7    | -1           | 6    | دور الثمانية  |
|        |                             |     |     |       |       |    |      |              |      |               |
| 9      | الغابون (م)                 | 3   | 0   | 3     | 0     | 2  | 2    | 0            | 3    | دور المجموعات |
| 10     | الجزائر                     | 3   | 0   | 2     | 1     | 5  | 6    | −1           | 2    | دور المجموعات |
| 11     | ساحل العاج                  | 3   | 0   | 2     | 1     | 2  | 3    | −1           | 2    | دور المجموعات |
| 12     | مالي                        | 3   | 0   | 2     | 1     | 1  | 2    | −1           | 2    | دور المجموعات |
| 13     | أوغندا                      | 3   | 0   | 1     | 2     | 1  | 3    | −2           | 1    | دور المجموعات |
| 14     | غينيا بيساو                 | 3   | 0   | 1     | 2     | 2  | 5    | −3           | 1    | دور المجموعات |
| 15     | زيمبابوي                    | 3   | 0   | 1     | 2     | 4  | 8    | −4           | 1    | دور المجموعات |
| 16     | توغو                        | 3   | 0   | 1     | 2     | 2  | 6    | −4           | 1    | دور المجموعات |

- (م) : منظم البطولة
- ترتيب المراكز يعتمد على عدد النقاط ثم فارق الأهداف ثم الأهداف المسجلة

## الجوائز
- جائزة توتال لأفضل لاعب:  كريستيان باسوغوغ[1]
- الهداف:  جونيور كابانانغا (3 أهداف)[1]
- جائزة اللعب النظيف:  مصر[1]
- منتخب الكاف للبطولة:[1]

| الحارس        | الدفاع                                     | الوسط                                                                | الهجوم                            | الاحتياطين                                                                                  |
| ------------- | ------------------------------------------ | -------------------------------------------------------------------- | --------------------------------- | ------------------------------------------------------------------------------------------- |
| فابريس أوندوا | كارا مبودجي أحمد حجازي مايكل نغادو نغادجوي | تشارلز كابوريه دانيال أمارتي بيرتراند تراوري كريستيان أتسو محمد صلاح | كريستيان باسوغوغ جونيور كابانانغا | عصام الحضري شيخو كوياتيه بريجوس ناكولما أريستيد بانسي بنجامين موكاندجو زيزينيو مبارك بوصوفة |

## الأرقام القياسية في البطولة
شهدت البطولة تحطيم عدد من الأرقام القياسية التي صمدت لوقت طويل، مثل:
1. فوز المنتخب المصري على نظيره المغربي هو الأول منذ 1986، وكان في نصف نهائي دورة عام 1986 التي أقيمت في مصر.[18]
2. خسارة منتخب مصر أمام منتخب الكاميرون في نهائي البطولة هي أول خسارة لمصر أمام الكاميرون في نهائيات بطولة كأس الأمم الإفريقية، حيث خسرت الكاميرون أمام مصر في نهائيات أعوام 1986 بضربات الترجيح (في مصر)، ونهائي 2008 في أنغولا بهدف وحيد لمحمد أبو تريكة.[19] وفوز الكاميرون هذا هو أول فوز على مصر منذ سنة 2002، حيث فازت الكاميرون بهدف باتريك مبوما في دورة عام 2002.[20]
3. أول خسارة لمصر في نهائيات كأس الأمم الأفريقية منذ نهائي دورة عام 1962، المرة الوحيدة التي خسروا فيها النهائي قبل هذه الدورة.[20]
4. أول أهداف الكاميرون التي سجلها نيكولاس نكولو هي أول هدف يدخل مرمى المنتخب المصري في نهائي كأس الأمم الإفريقية منذ الإثيوبي واركو مانجستو في نهائي 1962 في إثيوبيا.[19]
5. خسارة مصر أمام الكاميرون أنهت سلسلة من 24 مباراة خاضها المنتخب المصري في كأس الأمم الإفريقية بدون هزيمة، والتي بدأت بالتعادل السلبي مع الكاميرون في بطولة عام 2004 في تونس.[19]

## الرعاية
في يوليو 2016، وقعت شركة توتال عقدًا مع الاتحاد الإفريقي لرعاية البطولة الإفريقية لمدة 8 سنوات مقبلة انطلاقًا من بطولة الغابون 2017 مع تغيير تسمية البطولة بإضافة توتال إلى اسم البطولة.

## البث التلفزيوني
| المنطقة                     | القنوات                                                                                                | مصادر  |
| --------------------------- | --- | ------ |
| الجزائر                     | دي تي في الجزائرية                                                                                     |        |
| آسيا                        | فوكس سبورتس                                                                                            |        |
| أستراليا                    | بي إن سبورتس                                                                                           | [ 22 ] |
| بنغلاديش                    | سوني سيكس سوني إي أس بي إن                                                                             |        |
| بنين                        | أو آر تي بي                                                                                            |        |
| بوتان                       | سوني سيكس سوني إي أس بي إن                                                                             |        |
| البرازيل                    | سبورتيفي (SporTV)                                                                                      |        |
| كندا                        | بي إن سبورتس (باللغة الإنجليزية) يونيفيسيون كندا (باللغة الإسبانية) ريساو ديس سبورتس (باللغة الفرنسية) | [ 22 ] |
| الرأس الأخضر                | آر تي سي                                                                                               |        |
| مجموعة الكاريبي             | فلو سبورتس                                                                                             |        |
| أمريكا الوسطى               | إي إس بي إن                                                                                            |        |
| كولومبيا                    | كاراكول تيليفزيون آر سي إن تيليفزيون                                                                   |        |
| جمهورية الكونغو الديمقراطية | آر تي إن سي                                                                                            |        |
| دوم-توم                     | تلفزيون فرنسا (France Télévisions)                                                                     |        |
| غينيا الاستوائية            | آر تي في جي إي                                                                                         |        |
| فرنسا                       | بي إن سبورتس                                                                                           | [ 22 ] |
| الغابون                     | جي تي في                                                                                               |        |
| غانا                        | جي تي في/كي تي في                                                                                      |        |
| الهند                       | سوني سيكس سوني إي أس بي إن                                                                             |        |
| إندونيسيا                   | بي إن سبورت                                                                                            |        |
| جمهورية أيرلندا             | يوروسبورت أيرلندا آر تي إي سبورت (RTÉ)                                                                 | [ 23 ] |
| إسرائيل                     | سبورت 5                                                                                                |        |
| إيطاليا                     | فوكس سبورتس الإيطالية                                                                                  | [ 22 ] |
| ساحل العاج                  | آر تي آي                                                                                               |        |
| اليابان                     | إن آتش كي                                                                                              |        |
| جزر المالديف                | سوني سيكس سوني إي أس بي إن                                                                             |        |
| مالي                        | أو آر تي إم                                                                                            |        |
| الشرق الأوسط وشمال أفريقيا  | بي إن سبورتس                                                                                           |        |

## روابط خارجية
- الموقع الرسمي للبطولة على CAFonline.com.